# Egby församling
Egby församling var en församling i Ölands norra kontrakt, Växjö stift och Borgholms kommun.  År 2006 uppgick församlingen i Köpingsviks församling.
Församlingskyrkan var Egby kyrka.

## Administrativ historik
Församlingen har medeltida ursprung. Den hette före 1940 Ekby församling.
Församlingen var fram till 1962 annexförsamling i ett pastorat med Köpings församling, där från 15 november 1777 till 1 maj 1879 Borgholms församling ingick. Från 1962 ingick församlingen som annexförsamling i pastoratet Köping, Egby, Löt, Alböke, Föra och Bredsättra. År 2006 uppgick församlingen i Köpingsviks församling.
Församlingskod var 088505.